# Старый дом (театр, Екатеринбург)
«Старый дом» — народный студенческий театр в Екатеринбурге, основанный в 1966 году. Существует при Центре воспитательной работы Уральского федерального университета им. Б. Н. Ельцина.

## История
В 1961 году режиссёр Валентин Ткач в студенческом клубе Уральского политехнического института (УПИ) создал «Драматическую студию» («ДС»). Был поставлен спектакль «Голый король» по пьесе Евгения Шварца.
Среди актёров этого спектакля были Александр Ша́ров, Леонид Архи́пов и Николай Сту́ликов, которые затем в октябре 1966 года влились в «Театр эстрадных миниатюр политехнического института» («ТЭМПИ»), организованный выпускником Свердловского театрального училища Григорием Кочержи́нским.
Эта дата (октябрь 1966 года) и считается моментом основания театра «Старый Дом».
Среди основателей театра Александр Жо́внер, Флора Перева́лова, Сергей Пло́тников, Борис Фе́льдман.
С ноября 1968 г. и по сей день художественным руководителем театра является Николай Сту́ликов (выпускник Теплоэнергетического факультета УПИ).
Позже у театра появляется новое название: «Сатирический театр» («СТ»). Под этим названием он работал с 1969 по 1979 год.
В июне 1977 года театр стал лауреатом I Всесоюзного фестиваля самодеятельного художественного творчества (спектакль «…Забыть Герострата!» по пьесе Г. Горина), и театру было присвоено почётное звание «Народный коллектив».
С 1980 года по 1990 год театр носил имя «Студенческий театр драмы» («СТд»).
В 1991 году, в момент своего 25-летия, театр обрёл своё нынешнее имя — Театр «Старый Дом» («СтД»).
В 1996 году был показан 50-й спектакль О. Уайлда «Кентервильское привидение» Всего этот спектакль был сыгран 74 раза.
Всего за 49 сезонов поставлено 36 спектаклей, дано 581 представление.

## Режиссёр
Художественный руководитель театра и режиссёр — Николай Александрович Сту́ликов, член Союза театральных деятелей РФ (СТД-ВТО), заслуженный работник культуры РФ. Лауреат премии губернатора Свердловской области за 2013 году за постановку спектаклей по произведениям Н. В. Гоголя

## Репертуар прошлых лет
«Выжжем язвы и грязные пятна!» (сатирическое обозрение в 10 миниатюрах и в композиции из стихов Вл. Маяковского) 1967 г.
Сл. Мрожек
«В открытом море» (притча в одном действии)
1967 г.
Г. Кочержинский
«Студент „разбушевался“» (спектакль-шутка) 1968 г.
Г. Кочержинский
«В ночи горящее окно» (сатирическая картина из 9 этюдов по поэме Д. Филиппи «Открытие любви») 1968 г.
«Ты комсомолец? — Да!» (концерт-диспут, посвящённый 50-летию ВЛКСМ)
Евг. Шварц
«Дракон» (сказка с грустным началом, но счастливым концом, понятная даже самому взрослому зрителю)
1969 г.
Вл. Маяковский
«Баня» (драма с цирком и фейерверком)
1971 г.
М. Булгаков
«Иван Васильевич» (комедия в 3-х актах)
1972 г.
А. Арбузов
«Выбор» (драматическая задача в 2-х частях с прологом и эпилогом)
1973 г.
Евг. Шварц
«Тень» (сказка, действие которой происходит в одной очень жаркой стране)
1974 г.
Г. Горин
«…Забыть Герострата!» (фантазия на темы далекого прошлого в 2-х частях)
1975 г.
М. Рощин
«Старый Новый год» (полукомедия в 4-х сновидениях)
1976 г.
А. Вампилов
«20 минут с ангелом», «История с метранпажем» (анекдоты в одном действии)
1977 г.
Ю. Марцинкявичюс
«Сегодня ночью и всегда…» (сновидение в 1 действии)
1980 г.
Э. Ветемаа
«Монумент» (анатомия одной ситуации в 2-х действиях)
1981 г.
Ф. Дюрренматт
«Ромул Великий» (неисторическая историческая комедия в 2-х актах)
1982 г.
В. Быков
«Испытание» (драматическая поэма в 3-х частях по произведениям «Одна ночь», «Круглянский мост», «Волчья стая»)
1985 г.
А. Гельман
«Зину́ля» (спектакль загадочного жанра)
1986 г.
С. Стратиев
«Автобус» (рейс без антракта)
1986 г.
Е. Вишневский, В. Суховерхов
«В нашем-то городе» (сатирическое исследование в 7 миниатюрах)
1987 г.
Сл. Мрожек
«Полиция» (весьма странное дело в 3-х действиях, 7 картинах без антрактов)
1988 г.
О. Уайлд
«Кентервильское привидение» (весьма легкомысленная экскурсия по мотивам малознакомого знаменитого писателя)
1990 г.
И. Тургенев
«Вешние воды» (история одной жизни в 2-х частях)
1992 г.
Ф. Дюрренматт
«Метеор» (комедия в 2-х актах)
1993 г.
М. Булгаков
«Мольер» (легенда о знаменитом комедианте)
1994 г.
Ж.-Б. Мольер
«Мизантроп» (скандалы а будуаре)
1996 г.
Ж.-Б. Мольер
«Жорж Данден», «Брак поневоле» (дилогия о неудачной женитьбе)
1996 г.
Евг. Шварц, М. Булгаков, А. Пушкин, Ж.-Б. Мольер, У. Шейкспиэр, М. Зощенко, М. Митуа, Н. Гоголь
«Проба пера-99» (весьма беглая экскурсия по некоторым шедеврам мировой драматургии и литературы)
1999 г.
М. Зощенко
«Прошлое и будущее» / «Веселая жизнь» (первая попытка открытия Автора)
2001 / 2002 г.
М. Булгаков, Н. Гоголь, Ж.-Б. Мольер, У. Шейкспиэр
«Проба пера — 07» («Актёрский полигон» Молодого состава и студии Нового приёма-06)
2007 г.
М. Булгаков, Евг. Шварц, Ж.-Б. Мольер, У. Шейкспиэр
«Проба пера-2010» («Актёрский полигон» Студии Нового приёма-09 и Молодого состава труппы)
2010 г.

## Текущий репертуар
И. Тургенев
«Вешние воды» (история одной жизни в 2-х частях)
1992 / 2013 г.
М. Зощенко
«Весёлая жизнь»
(театральная сюита из 6-ти сюжетов)
2002 / 2009 г.
Ф. К. Крёц
«Концерт по заявкам»
2005 г.
А. Чехов
«Супруга»
(страшная ночь в кабинете Николая Евграфовича)
2005 г.
А. Чехов
«Житейские эпизодики»
(«Радость», «Ушла», «Длинный язык», «Из дневника одной девицы», «Размазня»)
2006 г.
Н. Гоголь
«Женитьба»
(Совершенно невероятное событие в двух действиях)
2006 г.
Н. Гоголь
«Повесть о том, как поссорился Иван Иванович с Иваном Никифоровичем»
2008 г.
Н. Гоголь
«Ревизор»
2012 г.

## Действующая труппа театра
(49-й сезон 2014—2015)
- Васи́льев Михаил
- Ворожцо́в Алексей
- Габдрахма́нов Радмир
- Гера́симова Ольга
- Заболо́вский Леонид
- Зворы́гина Ольга
- Ивано́ва Викто́рия
- Ивано́ва Ирина
- Иманку́лов Шамиль
- Кала́шникова Александра
- Ким Андрей
- Ким Григорий
- Ко́йнов Андрей
- Ко́рнева Ксения
- Ле́кер Александр
- Лихачёва Ольга
- Лутко́ва Александра
- Мака́ров Евгений
- Ме́нделев Алексей
- Неча́ева Алёна
- Па́влова Ульяна
- Пота́пова Вероника
- Потеря́хин Владимир
- Утю́мова Анна
- Топко́ Богдан
- Хади́ева Азалия
- Цой Марина
- Шараме́нко Екатерина
- Шара́пов Александр
- Шафагутди́нова Азалия
- Шмы́ков Роман

## Участие в фестивалях
| 1  | Второй фестиваль студенческих театров эстрадных миниатюр (СТЭМов), г.Свердловск; Спектакли: «Выжжем язвы и грязные пятна!», «В открытом море»                                                             | 1967 г. | ТЭМПИ |
| 2  | Фестиваль «Весна УПИ» (Х), г.Свердловск Спектакль «…Забыть Герострата!» | 1975 г. | СТ    |
| 3  | Фестиваль «Студенческая Юморина», г.Ижевск Спектакль «…Забыть Герострата!» | 1976 г. |       |
| 4  | Первый Всесоюзный фестиваль художественного творчества трудящихся (зональный смотр, г. Киров) Спектакль «…Забыть Герострата!»                                                                             | 1977 г. |       |
| 5  | Фестиваль «Весна УПИ» (XI), г.Свердловск Спектакли: «…Забыть Герострата!», «20 минут с ангелом», «История с метранпажем»                                                                                  | 1978 г. |       |
| 6  | Фестиваль студенческих театров «Дружба народов», г.Ташкент Спектакль «…Забыть Герострата!» | 1979 г. |       |
| 7  | Фестиваль «Весна УПИ» (XII), г.Свердловск Спектакль «Ромул Великий» | 1982 г. | СТд   |
| 8  | Фестиваль «Весна УПИ» (XIII), г.Свердловск Спектакль «Испытание» | 1985 г. |       |
| 9  | Фестиваль любительских театров, г.Глазов Спектакли: «Зину́ля», «Автобус» | 1987 г. |       |
| 10 | Фестиваль творческой молодёжи «Театральный калейдоскоп», г.Ижевск Спектакль «Полиция» | 1988 г. |       |
| 11 | Фестиваль «Весна УПИ» (XIV), г.Свердловск Спектакли: «Зину́ля», «Автобус», «Полиция» | 1988 г. |       |
| 12 | Фестиваль молодёжных театров, г.Каменск-Уральский Спектакль «Полиция» | 1988 г. |       |
| 13 | Фестиваль «Весна УПИ» (XV), г.Свердловск Спектакли: «Автобус», «Кентервильское привидение» | 1990 г. |       |
| 14 | Студенческий фестиваль «Театральные встречи», г.Свердловск Спектакли: «Автобус», «Кентервильское привидение»                                                                                              | 1991 г. |       |
| 15 | Студенческий фестиваль «Театральные встречи», г. Екатеринбург Спектакли: «Кентервильское привидение», «Вешние воды»                                                                                       | 1992 г. | СтД   |
| 16 | III студенческий фестиваль «Театральные встречи», г. Екатеринбург Спектакль «Метеор» | 1993 г. |       |
| 17 | IV студенческий фестиваль «Театральные встречи», г. Екатеринбург (XVI фестиваль «Весна УПИ») Спектакль «Мольер»                                                                                           | 1995 г. |       |
| 18 | V студенческий фестиваль «Театральные встречи», г. Екатеринбург (Российский студенческий фестиваль) Спектакли: «Мизантроп», «Жорж Данден», «Брак поневоле»                                                | 1998 г. |       |
| 19 | VI студенческий фестиваль «Театральные встречи», г. Екатеринбург (XVIII фестиваль «Весна УПИ») Спектакль «Проба пера»                                                                                     | 2000 г. |       |
| 20 | «Первый» фестиваль студенческих театров России, г. Екатеринбург Спектакль «Вечер в „Старом Доме“» | 2001 г. |       |
| 21 | «Второй» фестиваль студенческих театров России, г. Екатеринбург Спектакль «Весёлая жизнь» | 2003 г. |       |
| 22 | Межвузовский фестиваль студенческих театров России «Театральные встречи», г. Екатеринбург (XX фестиваль «Весна УПИ») Спектакли: «Концерт по заявкам», «Супруга»                                           | 2005 г. |       |
| 23 | Межвузовский фестиваль студенческих драматических театров, г. Екатеринбург Спектакль «Женитьба» | 2007 г. |       |
| 24 | Российский фестиваль студенческих драматических театров «Театральные встречи», г. Екатеринбург (XXI фестиваль «Весна УПИ») Спектакль «Повесть о том, как поссорился Иван Иванович с Иваном Никифоровичем» | 2009 г. |       |
| 25 | Областной фестиваль студенческих театров «Театральные встречи-2011», г. Екатеринбург Спектакль «Весёлая жизнь-2011»                                                                                       | 2011 г. |       |
| 26 | Российский фестиваль студенческих театров «Театральные встречи-2012», г. Екатеринбург (Фестиваль «Весна УПИ в Уральском федеральном») Спектакль «Ревизор»                                                 | 2012 г. |       |